# Золотая цепь (роман)
«Золотая цепь» — роман русского писателя Александра Грина, впервые опубликованный в 1925 году, одно из самых значительных произведений этого автора. В 1986 году вышла на экраны одноимённая экранизация.

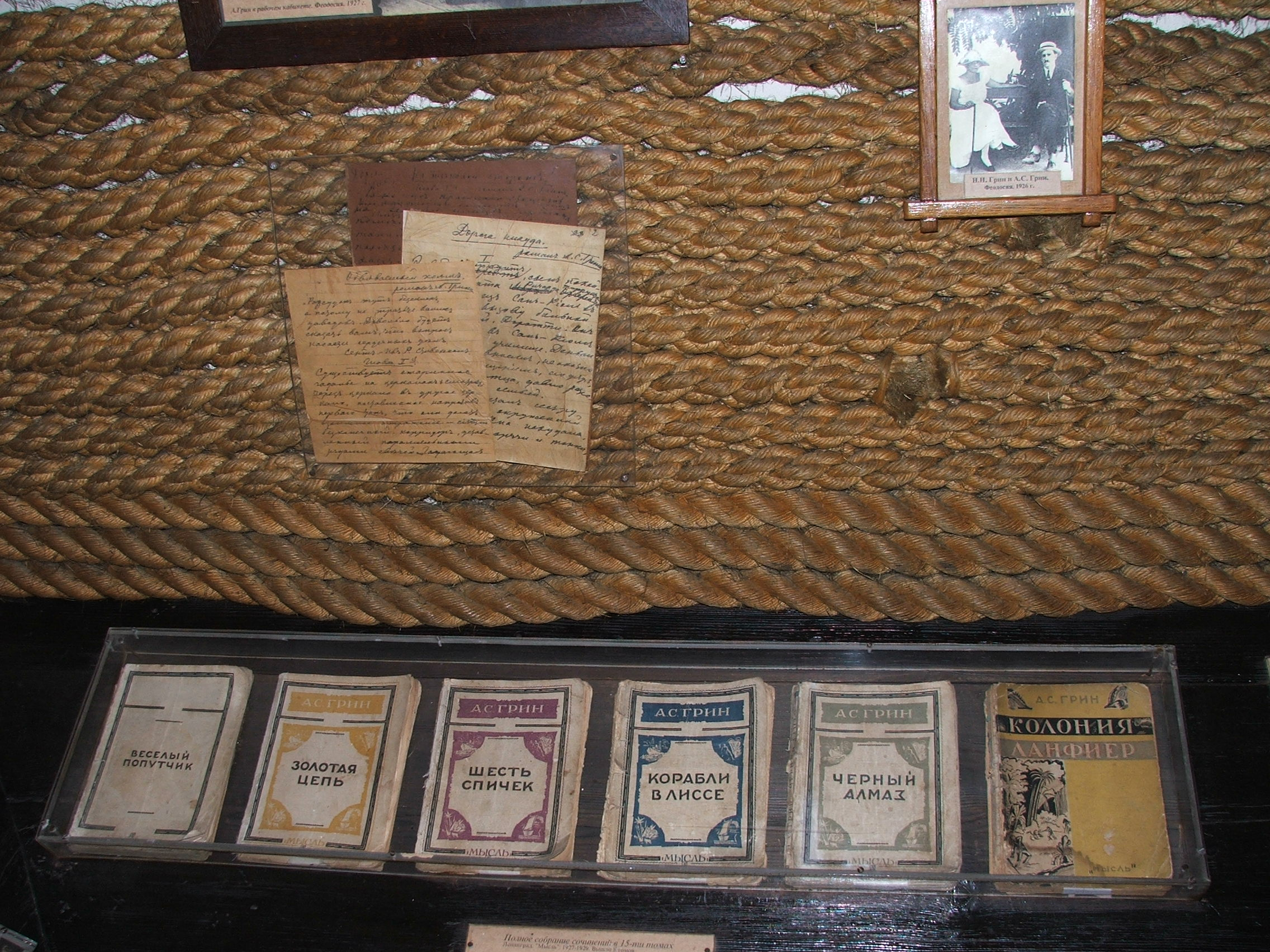
Одно из прижизненных изданий романа в экспозиции Музея Грина в Феодосии

## Сюжет
Действие основной части романа происходит в роскошном особняке, наполненном всевозможными чудесами. Бедняк по имени Эверест Ганувер нашёл когда-то во время морского купания громадную золотую цепь, сказочно разбогател и построил дворец для своей возлюбленной Молли. Позже в силу обстоятельств отношения были разорваны. Во дворце появились Томсон и Галуэй, решившие женить Ганувера на красавице Дигэ и завладеть таким образом его состоянием. Друзья Ганувера Эстамп и Дюрок, используя помощь 16-летнего юноши Санди Пруэля, нашли Молли, разоблачили козни авантюристов и добились их изгнания. Спустя всего три дня Ганувер умер от сердечного приступа, позже Дюрок женился на Молли.
Александр Грин задумал «Золотую цепь», по его собственным словам, как «воспоминания о мечте мальчика, ищущего чудес и находящего их»; Михаил Слонимский увидел в этом романе рассказ о «воображаемой юности» писателя: Санди — это сам Грин, попавший в сказку и в течение 36 часов переживающий удивительные приключения, о которых в юности не мог даже мечтать.

## Создание и оценки
Роман был написан в Феодосии в 1925 году и опубликован в журнале «Новый мир» в номерах 8—11 за тот же год. В 1926 году в харьковском издательстве «Пролетарий» увидело свет отдельное книжное издание, причём Грин перед этим переработал текст.
Советская критика встретила роман с откровенной враждебностью. Произведения Грина в те времена оценивали главным образом в контексте жанра авантюрного романа, и писателя соответственно обвиняли в эпигонстве, в оторванности от реалий. Звучали мнения о том, что «Золотая цепь» не нужна советскому читателю. Позже произошла переоценка: по мнению многих литературоведов, приключенческий сюжет Грин использовал для того, чтобы достичь большей психологической и философской глубины, а в «Золотой цепи» с авантюрным жанром соседствует роман воспитания. Биограф Грина Алексей Варламов называет Молли одним из самых совершенных женских персонажей Грина и считает несомненной творческой удачей образ Санди.
В 1986 году по мотивам романа был снят одноимённый фильм, который позиционировался как «фильм для юношества». Сценаристы Александр Муратов и Владимир Сосюра внесли серьёзные изменения в сюжет, который стал более мрачным. Санди сыграл Владислав Галкин, Ганувера Валентинас Масальскис, Дюрока — Борис Химичев